# ピイ
ピイ（ピーやピィとも; Pyay, Py; ビルマ語: ပြည်(မြို့)、ALA-LC翻字法: Praññʻ (mrui')、IPA: /pjì mjo̰/ ピー・ミョオ）は、ミャンマー中部バゴー地方域の都市。エーヤワディー川（旧称イラワジ川）に面し、ヤンゴン（旧称ラングーン）の北西260kmに位置する。

シュエサンドーパゴダ（ရွှေဆံတော်ဘုရား）の街として知られている。
人口は2014年時点で約25.1万人
旧称はプローム（英: Prome）。

## 歴史

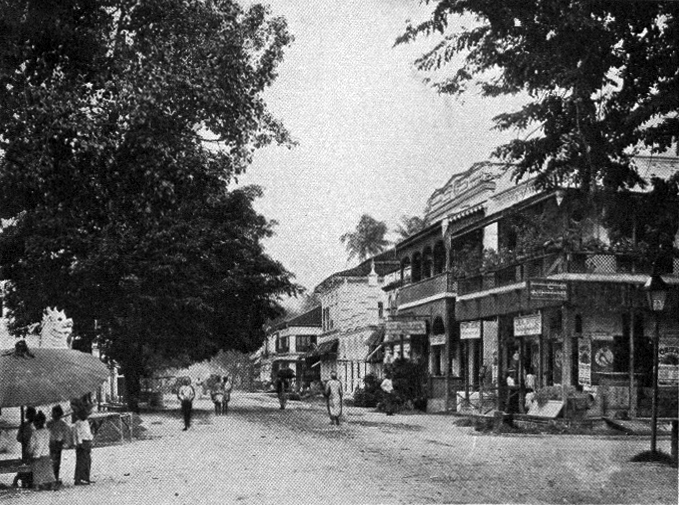
1910年のストランド道

640年、ビルマ人の最初の国家であるスリ・クセトゥラ王国が建国された。首都のスリ・クセトゥラはピイの近くに有った。46km2の都市を城壁が囲む、東南アジア最大の城壁都市だった。エーヤワディー川デルタの発達と、モン人・タイ人の侵攻によって王国は衰退した。

1057年、パガン王朝初代王であるアノーヤターがミャンマー南部を征服し、スリ・クセトゥラ遺跡を破壊した。ピイはピュー人発祥の地と言われている。
1825年、第一次英緬戦争のプロームの戦いでピイは一度占領された。
1853年、第二次英緬戦争によってピイはイギリス領となり、プロームと改名された。
1862年、火事で壊滅し、道路しか残らなかった。
1874年、自治体に昇格した。イギリスはイラワジ小艦隊社を設立し、上ビルマと下ビルマの水上輸送を発展させた。
1942年、プロームの戦いによって日本軍が占領した。
1945年5月、イギリス軍が占領した。

## 画像

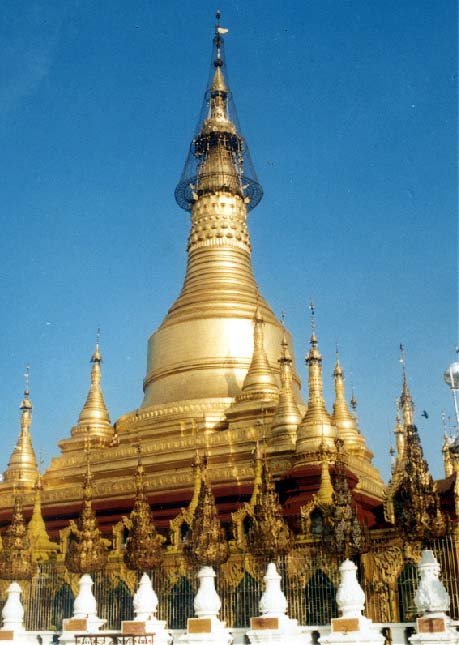
シュエサンドーパゴダ
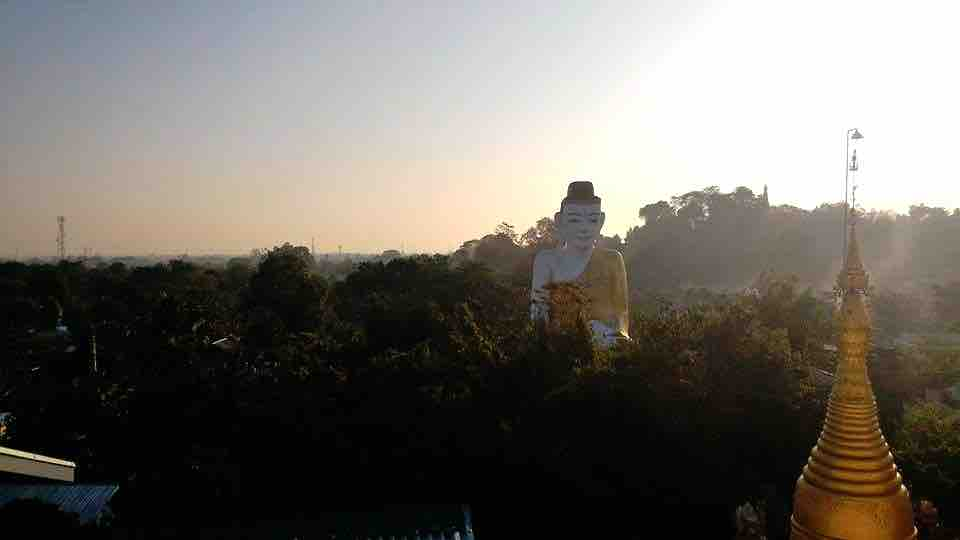
シュエサンドーパゴダの近くの仏像
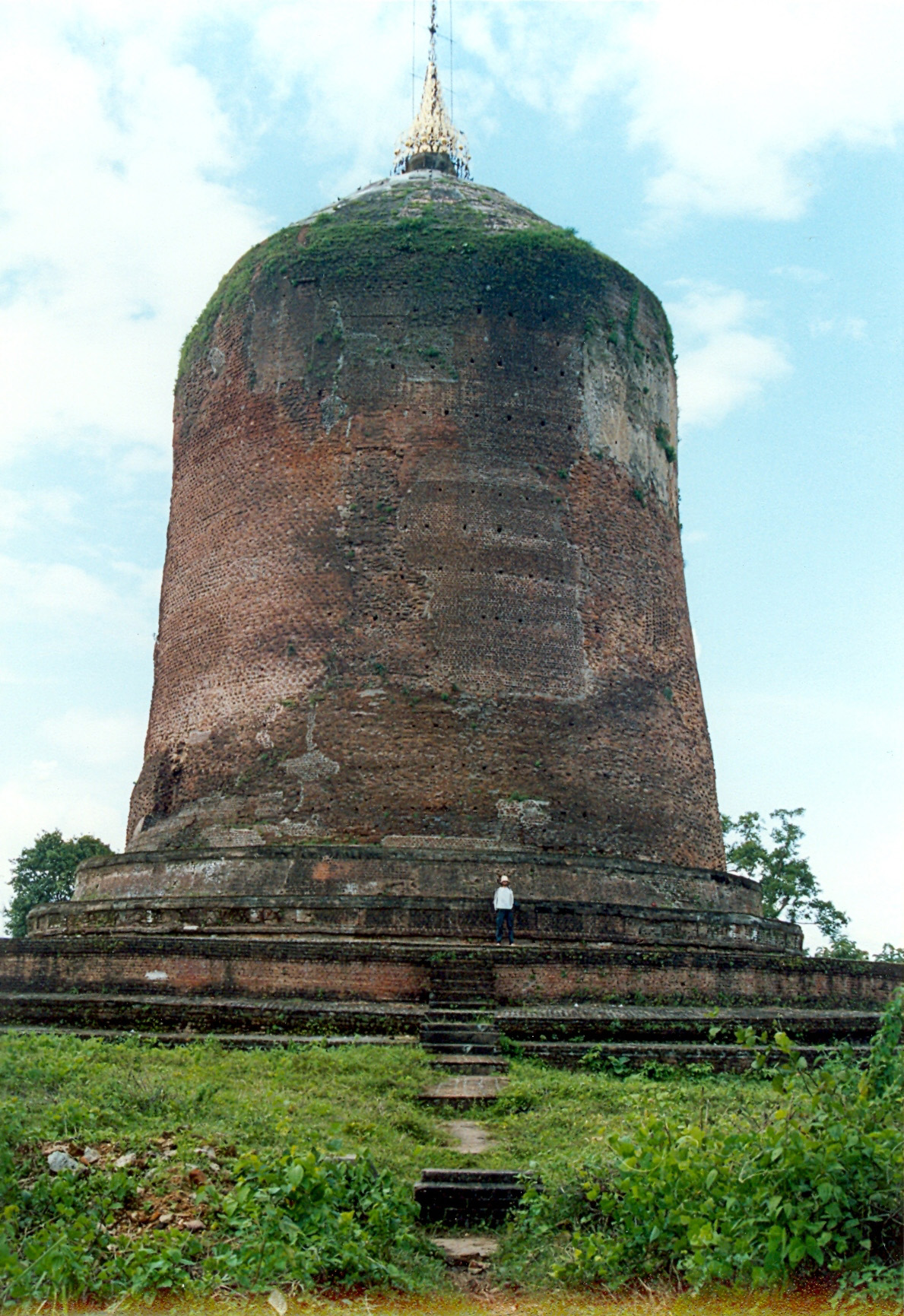
ピイ近郊のボーボージーパヤー（ビルマ語: ဘောဘောကြီးဘုရား）
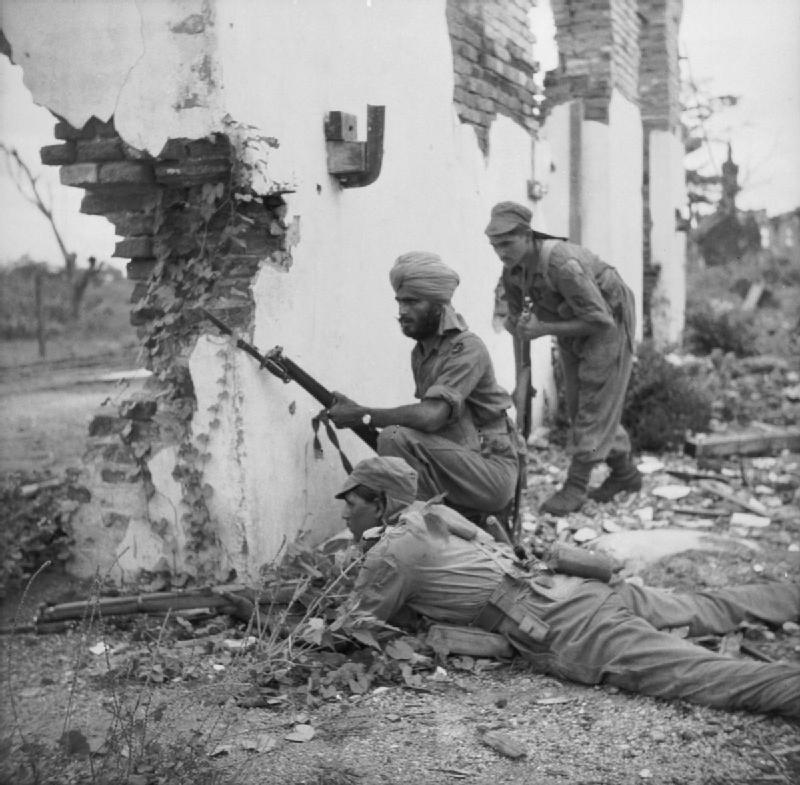
日本兵を探すインド兵（1945年5月3日、プローム駅）